# Kevin Brislin
Kevin Brislin (nascido em 26 de novembro de 1942) é um ex-ciclista australiano que competiu nos Jogos Olímpicos de Verão de 1964, representando a Austrália.